# Зуки и Руби на планети Земљи
Зуки и Руби на планети Земљи је канадска анимирана дечија телевизијска серија коју је креирао Брајан Моранте и продуцирао Nelvana за Nickelodeon. Премијерно су пуштене све епизоде на Amazon Prime Video у Сједињеним Државама 31. децембра 2023.

## Радња
Уврнута 10-годишња влогерка Руби открива да је једини пратилац њеног видео канала свемирац пецкајућег репа са планете Буц, по имену Зуки Искрић, и брзо постају најбољи другари. Заједно са својим другом Зверком, преварантском веверицом која говори, Руби учи Зукија својој верзији Земље, док Зуки учи да контролише своје непредвидиве моћи.

## Улоге
| Улога                      | Оригинални глас | Српски глас |
| -------------------------- | --------------- | --- |
| Зуки Искрић                | Зак Реино       | Милан Тубић |
| Руби Студебејкер           | Бахија Ватсон   | Мина Ивановић |
| Веверко Зверко             | Кори Доран      | Милош Дашић (говор) непознати #1 (певање)                                                                                |
| Попи                       | Мелиса Алтро    | Ивона Рамбосек |
| Деандра Студебејкер        | Сабрин Рок      | Снежана Нешковић |
| Стенли Студебејкер         | Џошуа Грејем    | Немања Живковић |
| Бака Бисерка               | Алана Бриџвотер | Сања Пешић |
| Краљ Слаткољутко           | Рајан Бел       | Милан Антонић |
| Конко Снажна               | Шерон Метјуз    | Михаела Стаменковић |
| Мушкарац #1                |                 | Александар Новаковић |
| Дечак #1                   |                 | Никола Тодоровић |
| Буцијанац #1               |                 | Марко Ћурчић |
| Буцијанац #2               |                 | Јована Чуровић |
| Буцијанац #3               |                 | Немања Живковић |
| Свемирски брод             | Мелиса Алтро    | Ивана Тењовић |
| Жена #1                    |                 | Маријана Живановић |
| Жена #2                    |                 | Ирина Арсенијевић (С1Е1) Маријана Живановић (С1Е17а) Јована Чуровић (С1Е25а)                                             |
| Колдвел                    |                 | Милош Ђуричић |
| Жена #3                    |                 | Ања Орељ |
| Гђа Петић                  |                 | Ана Кораћ |
| Мушкарац #2                |                 | |
| Мушкарац #3                |                 | Бранислав Јевтић |
| Агент #1                   |                 | Mateya |
| Агент #2                   |                 | Ивана Тењовић (С1Е3б) Јована Цавнић (С1Е24)                                                                              |
| Шејн                       |                 | Марко Ћурчић |
| Волт                       |                 | Бранислав Јевтић |
| Рвач #2                    |                 | Милош Ђуричић |
| Пензионер #1               |                 | Бранислав Јевтић (С1Е5а) Немања Живковић (С1Е24)                                                                         |
| Пензионерка #1             |                 | Јована Чуровић |
| Пензионер #2               |                 | Милош Ђуричић |
| Пензионерка #2             |                 | Михаела Стаменковић (С1Е5а) Јована Чуровић (С1Е18б)                                                                      |
| Пензионерка #3             |                 | Маријана Живановић (С1Е5а) Валентина Павличић (С1Е21)                                                                    |
| Хектор                     |                 | Бојан Хлишћ (С1Е5а) Бранислав Јевтић (С1Е21-24)                                                                          |
| Гђа Хернандез              |                 | Михаела Стаменковић |
| Бајкер                     |                 | Бојан Хлишћ |
| Пукотина                   |                 | Марко Марковић |
| Судија                     |                 | Ања Орељ |
| Сведок                     |                 | Бранислав Јевтић |
| Велики чвор                | Мориса Никол    | Ања Орељ |
| Херц                       |                 | Немања Живковић |
| Заменски режисер           |                 | Милена Моравчевић |
| Глумац                     |                 | Бранислав Јевтић |
| Џеремаја                   | Јулијус Чо      | Иван Павличић |
| Глас из игрице             |                 | Немања Вановић |
| Фармер                     |                 | Милош Ђуричић |
| ТВ глас #1                 |                 | Милош Ђуричић |
| Попин асистент #1          |                 | Иван Павличић |
| Мушкарац #4                |                 | Бранислав Јевтић |
| Нотар                      |                 | Mateya |
| Сниматељка                 |                 | Михаела Стаменковић |
| Стаденко                   |                 | Бојан Хлишћ |
| Најављивач                 |                 | Бранислав Јевтић |
| Судија #1                  |                 | Милош Ђуричић |
| Судија #2                  |                 | Маријана Живановић |
| Извиђачица #1              |                 | Јана Пауновић |
| Извиђачица #2              |                 | Анђела Џаферовић |
| Извиђачица #3              |                 | Ивона Рамбосек |
| Кики                       | Меган Дансо     | Анђела Џаферовић |
| Сесилија                   |                 | Михаела Стаменковић |
| Мајкл                      |                 | Марко Марковић |
| Поштар #1                  |                 | Немања Живковић |
| Покровитељ                 |                 | Лако Николић |
| Агент #3                   |                 | Милена Моравчевић |
| Брокс                      |                 | Бранислав Јевтић |
| Компјутерски љубимац       |                 | Ивона Рамбосек |
| Мушкарац #5                |                 | Бранислав Јевтић |
| Старица #1                 |                 | Маријана Живановић |
| Жена #4                    |                 | Снежана Нешковић (С1Е11а) Јана Пауновић (С1Е17а)                                                                         |
| Дечак #2                   |                 | Никола Тодоровић |
| Космолог                   |                 | Милош Ђуричић |
| Матична векна              | Хедер Бамбрик   | Милена Моравчевић |
| Астронаут                  |                 | Бранислав Јевтић |
| Г. Јуонг                   | Јулијус Чо      | Никола Тодоровић |
| Беба Буцијанац             |                 | Јована Чуровић |
| ТВ глас #2                 |                 | Милош Ђуричић |
| Водитељка                  |                 | Милена Моравчевић (С1Е13б) Маријана Живановић (С1Е15-надаље)                                                             |
| Мушкарац #6                |                 | Бранислав Јевтић |
| Ратник сира #1             |                 | Немања Живковић |
| Ратник сира #2             |                 | Милан Антонић |
| Паук                       |                 | Никола Тодоровић |
| Велики Сир                 |                 | Бојан Хлишћ |
| Ратник сира #3             |                 | Бранислав Јевтић |
| Бака Џен                   | Хедер Бамбрик   | Валентина Павличић |
| Девојчица #1               |                 | Анђела Џаферовић |
| Дечак #3                   |                 | Никола Тодоровић |
| Дечак #4                   |                 | Никола Тодоровић |
| Девојчица #2               |                 | Јана Пауновић |
| Кајл                       |                 | Никола Тодоровић (С1Е16а, 25a) Бранислав Јевтић (С1Е17а)                                                                 |
| Дечак #5                   |                 | Никола Тодоровић |
| Девојчица #3               |                 | Јана Пауновић |
| Горп Стабилна              |                 | Ања Орељ |
| Буцијанац #4               |                 | Никола Миленковић |
| Буцијанац #5               |                 | Марко Марковић |
| Буцијанац #6               |                 | Иван Павличић |
| Буцијанац #7               |                 | Милан Антонић |
| Буцијанац #8               |                 | Марко Марковић |
| Буцијанац писар            |                 | Милош Ђуричић |
| Кракен                     |                 | Јана Пауновић (младунче) Бојан Хлишћ (звер)                                                                              |
| Буцијанац кројач           |                 | Бранислав Јевтић |
| Дечак #6                   |                 | Иван Павличић |
| Жена #5                    |                 | Милена Моравчевић |
| Дечак #7                   |                 | Милан Антонић |
| Жена #6                    |                 | Ана Кораћ (С1Е17а) Маријана Живановић (С1Е21)                                                                            |
| Мушкарац #7                |                 | Бранислав Јевтић |
| Девојчица #4               |                 | Јана Пауновић |
| Шећерна вила #1            |                 | Лако Николић |
| Руби Мајо                  |                 | Снежана Нешковић |
| ASMR инфлуенсер            |                 | Лако Николић |
| Пилот                      |                 | Бранислав Јевтић |
| Градоначелница Катајун     |                 | Милена Моравчевић |
| Тарик                      | Шарџил Расул    | Марко Ћурчић |
| Административни радник #1  |                 | Бранислав Јевтић |
| Административна радница #2 |                 | Јована Чуровић (С1Е18б) Маријана Живановић (С1Е25а)                                                                      |
| Гласач                     |                 | Бранислав Јевтић |
| Мушкарац #8                |                 | Бранислав Јевтић |
| Жена #7                    |                 | Јована Чуровић |
| Конобарица                 |                 | Валентина Павличић |
| ТВ глас #3                 |                 | Бранислав Јевтић |
| Медицинска сестра          |                 | Михаела Стаменковић |
| Хуго                       |                 | Немања Живковић |
| Попин асистент #2          |                 | Милена Моравчевић |
| Деда Мраз                  |                 | Бранислав Јевтић |
| Бил                        |                 | Бранислав Јевтић (С1Е21) Лако Николић (С1Е25-надаље)                                                                     |
| Дух будућих празника       |                 | Марко Марковић |
| Г. Магични                 |                 | Марко Марковић |
| Алфред                     |                 | Бранислав Јевтић |
| Мушкарац #9                |                 | Бранислав Јевтић |
| Поштар #2                  |                 | Милош Ђуричић |
| Банкарка                   |                 | Маријана Живановић |
| Играчка суперхероја        |                 | Лако Николић |
| Службеник обезбеђења #1    |                 | Милош Ђуричић |
| Службеник обезбеђења #2    |                 | Бранислав Јевтић |
| Дечак #8                   |                 | Никола Тодоровић |
| Косплејер #1               |                 | Бранислав Јевтић |
| Косплејер #2               |                 | Марко Марковић |
| Дечак #9                   |                 | Никола Тодоровић |
| Косплејер #3               |                 | Милош Дашић |
| Вила Зубић                 |                 | Маријана Живановић |
| Порезник                   |                 | Лако Николић |
| Откупљувач                 |                 | Милош Ђуричић |
| Зукијев зуб                |                 | Лако Николић |
| Ловац на ванземаљце        |                 | Милош Ђуричић |
| Владин агент #1            |                 | Бранислав Јевтић |
| Владин агент #2            |                 | Милена Моравчевић |
| Грејси                     |                 | TBA |
| Војс-овер                  | /               | Марко Марковић (наслови епизода и натписи) Немања Вановић (натписи, неке епизоде) Милан Антонић (натписи, С1Е16а, С1Е21) |
| Уводна песма               |                 | Ирина Арсенијевић |